# GO! GO! NIAGARA
『GO! GO! NIAGARA』（ゴー・ゴー・ナイアガラ）は、1976年10月25日に発売された大滝詠一通算3作目のスタジオ・アルバム。

## 解説
大滝詠一自身がDJをつとめたラジオ関東の番組『GO! GO! NIAGARA』をそのままタイトルに冠された。オールディーズ曲をラジオ番組風に編集した米国盤『Crusin'』シリーズを意識したつくりとなっている。沢田研二への提供曲「あの娘に御用心」をはじめ、佳曲も多いが、全体的な仕上がりは少々雑。時間との過酷な戦いが始まりつつあった。
本作の制作経緯を後に大滝は「（前作の）『NIAGARA TRIANGLE Vol.1』はけっこう好評で、コロムビア移籍第一弾だったでしょ? コロムビアもかなり力を入れてて。予想外なことに<ナイアガラ音頭>にスポットが当たってしまった。出してみたら、最初の予想とはまるで別で。布谷文夫のテレビ出演も2本あって。テレビ展開はあるわ、シングル切るわで。コロムビア側はプロモーションに関してはね、ずいぶんやったんですよ。その勢いをかって、76年の7月28日にコンサートと一緒にニュー・アルバムを発売したいと。そのニュー・アルバムの予約特典としてそのコンサート（チケットをプレゼントする）と」「6月は<ナイアガラ音頭>の余波があるんですよ。6月20日はニッポン放送で“ナイアガラ音頭のど自慢大会”で。6月12日は新宿の歩行者天国で<ナイアガラ音頭>のフィルムを撮ってるんですよ。6月5日にコタニ（新宿のレコード店）で音頭発表会があって。6月はなんだかんだとあったんですよ。だから録音してる暇はない。3月から6月まで3か月間も結局『ナイアガラ・トライアングル』（のプロモーション）を引っ張ったんですよね。だから7月28日に新しいアルバムが出るなんてことは全く物理的に不可能なことだったけれども。コンサートは4月の時点だか3月21日の時点だかに決められてたことだったので何とかしてくれと」という。その後、アルバムが発売延期になって。結局、7月28日のコンサート（渋谷公会堂）はキャンセルになり、8月28日にDJパーティーが行われた。大滝は「コンサートの会場を先に取ってたのよ。何かできないかということで代案としてDJパーティーなるものをやったと。お詫びで。プロモ・フィルムを上映し、ゲストが来てお話をして。9月25日に何とか出しますからということなんですよ。アルバムを作り始めたのはこれが終わってからですからね。9･25とは言ったもののこの間、何も出来てないんですよ。当然、『ゴー!ゴー!ナイアガラ』と言うしかないんですよ、もはや。アイデアはそれしかない。とりあえずアルバム・タイトルぐらいは言わなきゃいけない。窮余の一策ですよ」「自分のラジオ番組をアルバム化するというアイデア。本来はラジオと一緒にしたくなかったんですよ。ラジオ番組はラジオ番組ということにしておいて。ホントは一緒にしたくなかったんだけど、ネタがなかったからばんやむを得ずってことで」と振り返っている。
アルバム収録曲はいずれもフェード・アウトが長めに設定されている。その理由を後に大滝は「できればラジオのようにポンポンポンといきたかったのよ。でも、いくとあっという間に終わるんだよ『ムーン』よりも短い可能性が出てきて。『ムーン』だって短い短いってみんなに叩かれて、これが2度も3度も4度も（発売を）延ばしてこれかよ、って言われるのが見えていたからね。コーダが異常に長いんだよ、どれも。これがこのアルバムが間延びしているところの最大の理由なんで。だからリミックスのときはけっこうフェード・アウトを早めに絞ってる。聞き直したらあれでもまだ長いんだよな。今の感覚として。ラジオ番組だからテンポ良くさっさっさっといけばもっと良かったなと思ったけど。もっと余裕があって、数ある中のひとつって提供できるんだったらそういう風にできたと思うんだけど」と語っていた。
封入されているライナー・ノーツの裏には“GO! GO! NIAGARAが出来るまで”と題し、福生45スタジオで録音して、ラジオ関東の放送局でオンエアされるまでの流れが説明されている。初回盤には歌詞カードが入っておらず、架空のライナー・ノーツが掲載されていたこともあって大滝の番組を聴いていない人を面食らわせる一幕もあった。
2013年3月20日、大滝とナイアガラ・レーベルの楽曲が各音楽配信サイトにて一斉配信され、本作もオリジナル盤収録の13曲が配信リリースされた。

## 収録曲
Songs written by 大瀧詠一

### SIDE I
1. GO!GO!Niagaraのテーマ〜Dr.Kaplan's Office (P.Spector)
2. 趣味趣味音楽
以前、レコード会社のプロモーション・マンがフォークの喫茶店に『NIAGARA MOON』[注釈 3]を持っていったところ、店のマスターから「うちはこういう趣味のものはかけないんだよ」と言われたというのが耳に残っていたので、じゃあ<趣味趣味音楽>と頭から売りに行こうという反骨精神から、それをテーマとした曲を次のアルバムの頭にしようと以前から考えていたという[book 5]。
3. あの娘に御用心
沢田研二への提供曲のセルフ・カヴァーだが、大滝自身はできればやりたくなかったという。しかし、曲数が足りなくてやむを得ず、ポップス研究のように、オリジナルと大きく異なるアレンジで収録された[book 8]。
4. ジングル；ベースボール
5. こいの滝渡り
6. こんな時、あの娘がいてくれたらナァ
シリア・ポールに提供した「こんな時」（同曲）のセルフ・カヴァー。曲終了後「あの、サイド1終わったんですけども」との大滝の声が入る[book 2]。

### SIDE II
1. ジングル；月曜の夜の恋人に
ラジオ番組「こずえの深夜営業」テーマ曲「土曜の夜の恋人に」のセルフ・カヴァー。曲中、「レコード盤、ひっくり返せば裏側に」との大滝の声が入る[book 2]。
2. 針切り男
3. ニコニコ笑って
4. ジングル；ナイアガラ・マーチ
5. Cobra Twist
1977年に「青空のように」とのカップリングでシングル・カットされる（モノ・ミックス）[注釈 4]。
6. 今宵こそ
7. 再びGO!GO!Niagaraのテーマ (P.Spector)

## クレジット
| Guests     |   |                    |                    |                    |
| Drums      | : | 上原裕             | ,                  | イーハトヴ田五三九 |
| Bass       | : | 田中章弘           | ,                  | 南部半九郎         |
| Keyboards  | : | 坂本龍一           | ,                  | ジョン山崎         |
| Guitars    | : | 村松邦男           | 村松邦男           | 村松邦男           |
| Steel Gt.  | : | 駒沢裕城           | 駒沢裕城           | 駒沢裕城           |
| Saxophones | : | 稲垣次郎セクション | 稲垣次郎セクション | 稲垣次郎セクション |

|  | Alto     |  | 岡崎資夫         |
|  | Tenor    |  | 稲垣次郎, 広津誠 |
|  | Baritone |  | 砂原俊三         |

| French Horn                          | : | 山口弘治   |
| Harp                                 | : | 山川恵子   |
| Percussion & Latin Per. : 多羅尾伴内 |   |            |
| Voices                               | : | Jack Tones |

|  | Bass      |  | 宿霧十軒   |
|  | Baritone  |  | 我田引水   |
|  | 1st Tenor |  | ちぇるしい |
|  | 2nd Tenor |  | 金田一幸助 |

| Hand Clapping : | - Each Ohtaki & - Ishihata Hand Clappers |

| 特別出演 : 瑞穂リトル・リーグ & Rock'n Roll Marching Band |

| Recording Studio : 45 Studio, Fussa              |                             |
| Remix Studio : Columbia, Akasaka                 |                             |
| Rec & Re-mix Engineer : 笛吹銅次                 |                             |
|                                                  | Assistants : 谷川恰, 後藤博 |
| Mastering Engineer : 時枝一博                    |                             |
| Front Cover Design : 中山泰 Ritchie Young Studio |                             |
|                                                  | Conception by 大瀧詠一      |
| Back Cover Photo : 常世昌利                      |                             |
|                                                  |                             |

| Thanks to Members of the 福生麻雀連盟 |                                                |
|                                       | ショーチャン, Pooh, マーボー, 谷ヤン, 神, 飯野 |

| Special Thanks to                                             | - 矢崎芳博, 栗田孝高, - 松本・大野・竹内（アシスタント） - （Mixing Console制作） |
| Special Thanks to 宮下静雄 (Forever)                          |                                                                                   |
| - Dedicated to All Lisners of “GO GO NIAGARA” - and my family |                                                                                   |
|                                                               |                                                                                   |
| “Members OF The Niagara Diving Fun Club”                      |                                                                                   |

|  | Diver |  | その1 |  | 前島邦昭 |
|  |       |  | その2 |  | 青木義照 |
|  |       |  | その3 |  | 飯野光雄 |
|  |       |  | その4 |  | 神直則   |

|  | シンクロナイズドスイミング部 |  | 伊沢知江子 |

|  | 審査委員長 |  | 谷川恰   |
|  | 審査委員   |  | 前島洋児 |

| Dedication                                 |
| Phil Spector, Bob B. Soxx & the Blue Jeans |
| Dr.Kaplan                                  |
| A.Toussaint, Lee Dorsey, Clarence Henry    |
| 大洋ホエールズ, C.ディケンズ               |
| Frank Sinatra, Rooftop Singers             |
| ドンパン節                                 |
| Peres Prado                                |
| 渡辺マリ                                   |
| Major Lance                                |
| Fantastic Johnny C                         |
| Van McCoy                                  |
| 布谷文夫・李益                             |
| 岡晴夫, 佐々誌生                           |
| Elvis Presley, Otis Blackwell              |
| Winfield Scott                             |
| 宮城まり子, 三木トリロー                   |
| Little Richard, 鈴木やすし                 |
| Dave Clark Five                            |
| 沢田研二                                   |
| 加山雄三                                   |
| Cleftones                                  |
| Barry Mann                                 |
| Jeff & Ellie                               |
| Goffin & King                              |
| Bobby Vee                                  |
| Alley Cats                                 |
| Monotones                                  |
| Dovells                                    |
| Crests                                     |
| 荻窪美人                                   |
| ムッシュ・かまやつ                         |
| 有楽町のスヌーピー                         |
| 読売巨人軍                                 |
| Jerry Lee Lewis                            |
| 岡本敦郎                                   |
| 植木等                                     |
| 船橋ヘルスセンター                         |
| 愛川欽也                                   |
| 坂本九, Jimmy Jones                        |
| 桂三枝                                     |
| Regents                                    |
| 宮沢賢二                                   |
| Jim Pewter                                 |
| Rip Chords                                 |
| アントニオ猪木, ムハマッド・アリ           |
| Hank Ballard & Midnighters                 |
| Chubby Checker                             |
| スリーファンキーズ                         |
| 前田憲男                                   |
| Isley Bros.                                |
| Bert Russell                               |
| 藤木孝, Joey Dee                           |
| Sam Cook                                   |
| Gary U.S. Bonds                            |
| Connie Francis                             |

## 1986年盤

### 解説
1986年に初CD化されたが、第1期ナイアガラ作品群は殆どのアルバムが第2期ナイアガラ作品でエンジニアを務めた吉田保によるリミックスでの発売となった。

### 収録曲
1. GO!GO!Niagaraのテーマ〜Dr.Kaplan's Office
冒頭の歓声のSEがカット。
2. 趣味趣味音楽
3. あの娘に御用心
フェード・アウトせず最後まで演奏される。
4. ジングル；ベースボール
フェード・アウトが長くなっている。
5. こいの滝渡り
イントロ前に滝のSEが入り、間奏では「ナイアガラ・ムーン」のストリングスがオーバーダビングされている。
6. こんな時、あの娘がいてくれたらナァ
演奏終了13秒後に入っていた大滝のつぶやきがカット。
7. ジングル；月曜の夜の恋人に
演奏が大滝のDJが入る前にカットアウトする。
8. 針切り男
フェード・アウトまでかなり長くなっている。
9. ニコニコ笑って
10. ジングル；ナイアガラ・マーチ
オケが全てオミットされ純粋アカペラとなり、さらに「ロックンロール・マーチ」のコーラスが入る。
11. Cobra Twist
シングル盤のモノラル・ミックス（コブラ音入り）に準じたバージョン。
12. 今宵こそ
コーラスが大幅にカットされた。
13. 再びGO!GO!Niagaraのテーマ
演奏終了13秒後に大滝のつぶやきが入る。

## CD選書シリーズ

### 解説
大滝詠一をはじめ、サエキけんぞう、萩原健太、泉麻人による書き下ろしライナー・ノートを収載。20周年記念として4曲のボーナス・トラックを追加して再発売された。
ナイアガラ関連の楽曲が全くと言っていいほどラジオでオンエアされなかったナイアガラ第一期の70年代、“唯一”かけていたのが当時TBSラジオでDJをしていた馬場こずえだった。1975年5月に馬場の番組「こずえの深夜営業」にゲスト出演した際に“テーマ音楽”制作の約束をし、1976年1月から使われたのが本作収録のボーナス・トラック4曲のうちの1曲「土曜の夜の恋人に」だった。大瀧が作曲したラジオのテーマ・ソングは後にも先にもこの一曲のみで、コーラスの符丁は白人コーラス・グループ“リージェンツ”「バーバラ・アン」をヒントにしたものだった。
本作は1986年の初CD化時に吉田保によるリミックスが行われているが、今回は改めて笛吹銅次こと大滝本人により再度リミックスが行われた。しかし、当時のシンプルな録音方法のせいなのか、あるいはエンジニア笛吹銅次の力量からか、吉田による前回のものとは異なりあまり顕著な違いにならなかったという。また1996年当時、オリジナルを聴くにはアナログ盤しかなかったので、デジタルでの直接比較ができない環境だった。そのため“わかる人にはわかるだろうから（初めて聞く人にとっては新譜なのだから）”という思いからリリース当時、敢えて本作はリミックスであることが公式に謳われず、本作添付のライナー・ノートではオリジナル・マスターからの初CD化と解説、更にCDの包装には「'76 ORIGINAL MASTER」と銘打ったシールが貼られていた。

### 収録曲
1. GO!GO!Niagaraのテーマ〜Dr.Kaplan's Office  –  (0:50)
作曲 / P.Spector、編曲 / 多羅尾伴内
2. 趣味趣味音楽  –  (3:05)
作詞・作曲 / 大瀧詠一、編曲 / 多羅尾伴内
3. あの娘に御用心  –  (4:02)
作詞・作曲 / 大瀧詠一、編曲 / 多羅尾伴内
4. ジングル；ベースボール  –  (0:21)
作詞・作曲 / 大瀧詠一、編曲 / 多羅尾伴内
5. こいの滝渡り  –  (3:15)
作詞・作曲 / 大瀧詠一、編曲 / 多羅尾伴内
6. こんな時、あの娘がいてくれたらナァ  –  (3:58)
作詞・作曲 / 大瀧詠一、編曲 / 多羅尾伴内
7. ジングル；月曜の夜の恋人に  –  (0:41)
作詞・作曲 / 大瀧詠一、編曲 / 多羅尾伴内
8. 針切り男  –  (2:54)
作詞・作曲 / 大瀧詠一、編曲 / 多羅尾伴内
9. ニコニコ笑って  –  (1:43)
作詞・作曲 / 大瀧詠一、編曲 / 多羅尾伴内
10. ジングル；ナイアガラ・マーチ  –  (0:31)
作詞・作曲 / 大瀧詠一、編曲 / 多羅尾伴内
11. Cobra Twist  –  (1:41)
作詞・作曲 / 大瀧詠一、編曲 / 多羅尾伴内
12. 今宵こそ  –  (3:41)
作詞・作曲 / 大瀧詠一、編曲 / 多羅尾伴内
13. 再びGO!GO!Niagaraのテーマ  –  (0:48)
作曲 / P.Spector、編曲 / 多羅尾伴内
14. 土曜の夜の恋人に (MONO〜STEREO)  –  (3:30)
作詞・作曲：大瀧詠一 / 編曲：多羅尾伴内
ラジオ番組「こずえの深夜営業」オープニング曲。実際にオンエアされたのはSTEREOバージョン。
15. ニコニコ笑って (LIVE)  –  (3:06)
作詞・作曲 / 大瀧詠一、編曲 / 多羅尾伴内
16. あの娘に御用心'78  –  (2:58)
作詞・作曲 / 大瀧詠一、編曲 / 多羅尾伴内
17. Cobra Twist ('81 MIX)  –  (2:11)
作詞・作曲 / 大瀧詠一、編曲 / 多羅尾伴内
シングル「青空のように」[注釈 4]のカップリングに収録されたモノラル・ミックス（コブラ音入り）に準じたステレオ・ミックス。

## 30th Anniversary Edition

### 解説
オリジナル・マスターの笛吹銅次こと大滝自らによるリマスター版とボーナス・トラックとして1996年のリミックス版を1枚に纏め、「土曜の夜の恋人に」のリミックス・バージョンをスペシャル・ボーナス・トラックで収録している。

### 収録曲
«76年オリジナル・マスター»
1. GO!GO!Niagaraのテーマ〜Dr.Kaplan's Office  –  (0:51)
作曲 / P.Spector、編曲 / 多羅尾伴内
2. 趣味趣味音楽  –  (3:09)
作詞・作曲 / 大瀧詠一、編曲 / 多羅尾伴内
3. あの娘に御用心  –  (4:02)
作詞・作曲 / 大瀧詠一、編曲 / 多羅尾伴内
4. ジングル；ベースボール  –  (0:22)
作詞・作曲 / 大瀧詠一、編曲 / 多羅尾伴内
5. こいの滝渡り  –  (3:19)
作詞・作曲 / 大瀧詠一、編曲 / 多羅尾伴内
6. こんな時、あの娘がいてくれたらナァ  –  (4:23)
作詞・作曲 / 大瀧詠一、編曲 / 多羅尾伴内
7. ジングル；月曜の夜の恋人に  –  (0:41)
作詞・作曲 / 大瀧詠一、編曲 / 多羅尾伴内
8. 針切り男  –  (3:08)
作詞・作曲 / 大瀧詠一、編曲 / 多羅尾伴内
9. ニコニコ笑って  –  (1:43)
作詞・作曲 / 大瀧詠一、編曲 / 多羅尾伴内
10. ジングル；ナイアガラ・マーチ  –  (0:31)
作詞・作曲 / 大瀧詠一、編曲 / 多羅尾伴内
11. Cobra Twist  –  (1:59)
作詞・作曲 / 大瀧詠一、編曲 / 多羅尾伴内
12. 今宵こそ  –  (3:42)
作詞・作曲 / 大瀧詠一、編曲 / 多羅尾伴内
13. 再びGO!GO!Niagaraのテーマ  –  (2:44)
作曲 / P.Spector、編曲 / 多羅尾伴内

<Bonus Tracks>
«96年リミックス・マスター»
1. GO!GO!Niagaraのテーマ〜Dr.Kaplan's Office  –  (0:51)
2. 趣味趣味音楽  –  (3:06)
3. あの娘に御用心  –  (4:02)
4. ジングル；ベースボール  –  (0:21)
5. こいの滝渡り  –  (3:18)
6. こんな時、あの娘がいてくれたらナァ  –  (3:59)
76年オリジナル・マスターに収録されていたサイド1終了のアナウンスがカットされている。
7. ジングル；月曜の夜の恋人に  –  (0:41)
8. 針切り男  –  (2:53)
9. ニコニコ笑って  –  (1:43)
10. ジングル；ナイアガラ・マーチ  –  (0:31)
11. Cobra Twist  –  (1:59)
12. 今宵こそ  –  (3:42)
13. 再びGO!GO!Niagaraのテーマ  –  (0:50)
<Special Bonus Track>
14. 土曜の夜の恋人に （スペシャル・リミックス・バージョン）  –  (3:53)
作詞・作曲：大瀧詠一 / 編曲：多羅尾伴内

### クレジット
- Drums : 上原裕, イーハトヴ田五三九
- Bass : 田中章弘, 南部半九郎
- Keyboards : 坂本龍一, ジョン山崎
- Guitar : 村松邦男
- Steel Guitar : 駒沢裕城
- Horn : 稲垣次郎セクション
  - Alto Sax : 岡崎資夫
  - Tenor Sax : 稲垣次郎, 広津誠
  - Baritone : 砂原俊三
- French Horn : 山口弘治
- Harp : 山川恵子
- Percussion & Latin Percussion : 多羅尾伴内
- Voice : Jack Tones
  - Bass : 宿霧十軒
  - Baritone : 我田引水
  - 1st Tenor : ちぇるしい
  - 2nd Tenor : 金田一幸助
- Hand Clap : Each Ohtaki & Ishihata Hand Clappers
- 特別出演 : 瑞穂リトル・リーグ & Rock'n Roll Marching Band
- Arranger : 多羅尾伴内
- Recording Studio : 45 Studio, Fussa
- Remix Studio : Columbia, Akasaka
- Rec & Re-mix Engineer : 笛吹銅次
  - Assistants : 谷川恰, 後藤博
- Mastering Engineer : 時枝一博
- Front Cover Design : 中山泰 Ritchie Young Studio
- Front Cover Conception : 大瀧詠一
- Back Cover Photo : 常世昌利
- Thanks to Members of the 福生麻雀連盟 : ショーチャン, Pooh, マーボー, 谷ヤン, 神, 飯野
- Special Thanks to 矢崎芳博, 栗田孝高, 松本・大野・竹内（アシスタント）（Mixing Console制作）
- Special Thanks to 宮下静雄 (Forever)
- Dedicated to All Lisners of “GO GO NIAGARA”

#### スタッフ
| 《Re-Mastering Data》                                   |
| A/D transfer 中里正男 (ONKIO HAUS, Ginza)               |
| D/D transfer 内藤哲也 (Sony Music Studios Tokyo)        |
| Mastering by 笛吹銅次 (Fussa 45 Studio, Fussa)          |
|                                                         |
| Director : 城田雅昭                                     |
| Technical Advisor : 柿崎景二 (Sony Music Stadios Tokyo) |
|                                                         |
| Producer : 大瀧詠一 (The Niagara Enterprises)           |

## リリース履歴
| #  | 発売日         | リリース                | 規格                   | 品番                        | 備考 |
| -- | -------------- | ----------------------- | ---------------------- | --------------------------- | --- |
| 1  | 1976年10月25日 | ナイアガラ ⁄ コロムビア | LP                     | LQ-7011-E (NGLP-507,508-OT) | 初回プレス盤には歌詞カードが付いていない。 |
| 2  | 1981年4月1日   | ナイアガラ ⁄ CBSソニー  | LP                     | 27AH 1243 (NGLP-507,508-OT) | イエロー・レーベルに変更。ラジオ・リスナーからの予想解説などがライナーから省かれる。 |
| 3  | 1981年4月1日   | ナイアガラ ⁄ CBSソニー  | CT                     | 27KH 963                    | |
| 4  | 1981年12月2日  | ナイアガラ ⁄ CBSソニー  | LP                     | 00AH 1384                   | 『NIAGARA VOX』(9LP:00AH 1381~9)の中の一枚。 |
| 5  | 1986年6月1日   | ナイアガラ ⁄ CBSソニー  | CD                     | 00DH 404                    | 『NIAGARA CD BOOK I』(8CD:00DH 401~8)の中の一枚。 |
| 6  | 1986年6月1日   | ナイアガラ ⁄ CBSソニー  | CD                     | 32DH 504 (NGCD-11-OT)       | - 『NIAGARA CD BOOK I』からの単独発売。 - 全曲、吉田保によるリミックスで収録。 |
| 7  | 1996年3月21日  | ナイアガラ ⁄ ソニー     | CD                     | SRCL 3500 (NGCD-4-OT)       | 実際はリミックスだったが、オリジナル・マスターとの違いがごくわずかな出来だったことから、当初はオリジナル・マスターによる初CD化と公式発表されていた（2006年の30周年盤で正式に公表）。ボーナス・トラック4曲収録。レーベルが赤になる。 大滝詠一、サエキけんぞう、萩原健太、泉麻人による書き下ろしライナー・ノート収載。 |
| 8  | 2006年3月21日  | ナイアガラ ⁄ ソニー     | CD                     | SRCL 5006                   | - 『GO! GO! NIAGARA -30th Anniversary Edition-』 - 76年オリジナル・マスターにボーナス・トラック“96年リミックス・マスター”12曲とスペシャル・ボーナス・トラック1曲収録。 |
| 9  | 2011年3月21日  | ナイアガラ ⁄ ソニー     | CD                     | SRCL 7503                   | 『NIAGARA CD BOOK I』(12CD:SRCL 7500~11)の中の一枚、新規リマスター音源。 |
| 10 | 2013年3月20日  | ナイアガラ ⁄ ソニー     | デジタル・ダウンロード | –                           | オリジナル・トラック全13曲(AAC 128/320kbps) |
| 10 | 2013年7月2日   | ナイアガラ ⁄ ソニー     | デジタル・ダウンロード | –                           | オリジナル・トラック全13曲(AAC 128/320kbps) |